# Elena Markínez
Elena Markínez Llano (Bilbao, 1961) es una periodista española.
Si bien su trayectoria profesional se ha realizado en los tres medios de comunicación (prensa, radio y televisión), ha sido en radio donde ha trabajado durante más tiempo y también donde ha cosechado sus mayores éxitos.

## Radio
Comenzó en 1983, y partir de 1985 colabora con Iñaki Gabilondo en el programa Hoy por hoy de la Cadena SER, como la chica del tiempo. Permanecería en la cadena coordinando y presentando la información meteorológica durante once temporadas hasta 1994. 
Paralelamente, en la misma emisora condujo el espacio nocturno Al vuelo (1991-1992) y en 1992 sustituyó a Concha García Campoy durante su baja por maternidad, al frente del magazine A vivir que son dos días.
En 1994 fichó por la Cadena COPE, donde presenta Esto es vida, donde permanece hasta 1996. De ahí saltó a Onda Madrid, la cadena autonómica madrileña, donde conduce la versión radiofónica del célebre programa Madrid Directo (1997-1998).
En Onda Cero, realiza los espacios Una noche de estas (1998-1999), Un mundo sin barreras (1999-2005), programa con vocaciones solidaria, que abogaba por la integración de las personas con discapacidad y Quedamos a las nueve (2003).
En 2006 fichó por la emisora Punto Radio y desde octubre de ese año es la responsable de La buena vida, espacio de propuestas para el tiempo de ocio.

## Prensa
Ha colaborado con distintas revistas femeninas, como Elle, Marie Claire y Woman, del Grupo Zeta, de la que desde 2005 es delegada en Madrid. Ha llegado a dirigir la revista Dunia.

## Televisión
En televisión debutó en 1984 en el programa En paralelo, de TVE, dirigido por Luis Tomás Melgar y dirigido al público juvenil. En 1987 colaboró con Jesús Hermida en el espacio Por la mañana.
Otros programas que ha presentado, fueron el concurso Adivina quién miente esta noche en el verano de 1994 en TVE y el espacio sobre relatos de terror Menudas historias (1997) en ETB.

## Administración
Desde 2023 presta servicio como asesora en la Secretaría de Estado de Memoria Democrática del Ministerio de Política Territorial y Memoria Democrática.

## Premios
- Antena de Oro (2000 y 2010), por su labor radiofónica.
- Premios Periodísticos de UNICEF-Comité Español (2001)al programa Un mundo sin barreras, por el reportaje Niños de la calle en La Paz.

- Datos: Q5829206